# Státní zemědělská a potravinářská inspekce
Státní zemědělská a potravinářská inspekce (SZPI) je správní úřad České republiky podřízený Ministerstvu zemědělství, orgán státního dozoru zejména nad bezpečností, jakostí a řádným označováním potravin. Sídlí v Brně a je účetní jednotkou a organizační složkou státu. SZPI vznikla v roce 1986. Zaměstnává přibližně 560 osob (k 31. prosinci 2019), ústředním ředitelem je od roku 2013 Martin Klanica.
Působnost SZPI je vymezena zákonem č. 146/2002 Sb., o Státní zemědělské a potravinářské inspekci a o změně některých souvisejících zákonů. Před jeho přijetím, do 31. prosince 2002, se úřad jmenoval Česká zemědělská a potravinářská inspekce (ČZPI). SZPI se zabývá kontrolou výroby a dovozu potravin neživočišného původu, kontroluje uvádění na trh potravin živočišného i neživočišného původu a kontroluje jejich označování. Do kontrolních kompetencí SZPI spadají také tabákové výrobky a předměty a materiály ve styku s potravinami. Od roku 2015 přibyla do kompetencí SZPI také kontrola reklamy a kontrola pokrmů v zařízeních společného stravování. Činnost SZPI je dána jak legislativou EU, tak i českými národními předpisy.

## Inspektoráty SZPI a jejich působnost
Ústřední inspektorát SZPI se nachází v Brně. V sedmi městech České republiky jsou dále umístěny regionální inspektoráty SZPI s dozorovou působností vždy pro dva kraje ČR:
- Inspektorát v Brně – Jihomoravský kraj a Zlínský kraj
- Inspektorát v Hradci Králové – Královéhradecký kraj a Pardubický kraj
- Inspektorát v Olomouci – Olomoucký kraj a Moravskoslezský kraj
- Inspektorát v Plzni – Plzeňský kraj a Karlovarský kraj
- Inspektorát v Praze – Hlavní město Praha a Středočeský kraj
- Inspektorát v Táboře – Jihočeský kraj a Kraj Vysočina
- Inspektorát v Ústí nad Labem – Ústecký kraj a Liberecký kraj

## Kontrolní kompetence SZPI
SZPI provádí dozor zejména v oblasti bezpečnosti, jakosti a řádného označování zemědělských produktů, potravin a tabákových výrobků. Do kontrolní kompetence SZPI spadá:
- Výroba potravin neživočišného původu.
- Uvádění na trh potravin živočišného i neživočišného původu.
- Provozovny veřejného společného stravování.
- Výroba, distribuce a prodej tabákových výrobků.
- Potraviny uváděné na trh formou prodeje na dálku.
- Označování potravin.
- Dovoz potravin (ze třetích zemí) neživočišného původu.
- Nahlašování dovozu (ze zemí EU i ze třetích zemí) vybraných komodit.
- Reklama týkající se potravin (tištěná reklama a reklama na internetu).
- Materiály ve styku s potravinami.

### Kontrola na základě analýzy rizika
Kontrola ze strany SZPI probíhá na základě analýzy rizika, která zohledňuje:
- postavení komodity ve spotřebním koši
- rizikovost komodity
- rizikovost analytu
- kontrolovaná osoba (objem a historie její produkce)
- nové potraviny na trhu

Ve Zprávách o činnosti SZPI zveřejněných na webových stránkách inspekce lze nalézt souhrnné výsledky kontrol za jednotlivé kalendářní roky.

### Ukládání opatření a správní trestání
Na základě kontrolních zjištění z prováděných kontrol ukládá SZPI kontrolovaným osobám opatření k nápravě zjištěných nedostatků. Rovněž v rámci své věcné působnosti vede SZPI správní řízení o přestupcích s provozovateli potravinářských podniků a ukládá za porušení právních předpisů těmto subjektům pokuty dle zákona č. 146/2002 Sb. a dle zvláštních předpisů.  
Ve Zprávách o činnosti SZPI zveřejněných na webových stránkách inspekce lze nalézt počty uložených opatření a souhrnné výsledky správních řízení o přestupcích.

## Hodnocení, zatřiďování a kontrola vína

### Ověřování hroznů, hodnocení a zatřiďování vín v komisi SZPI

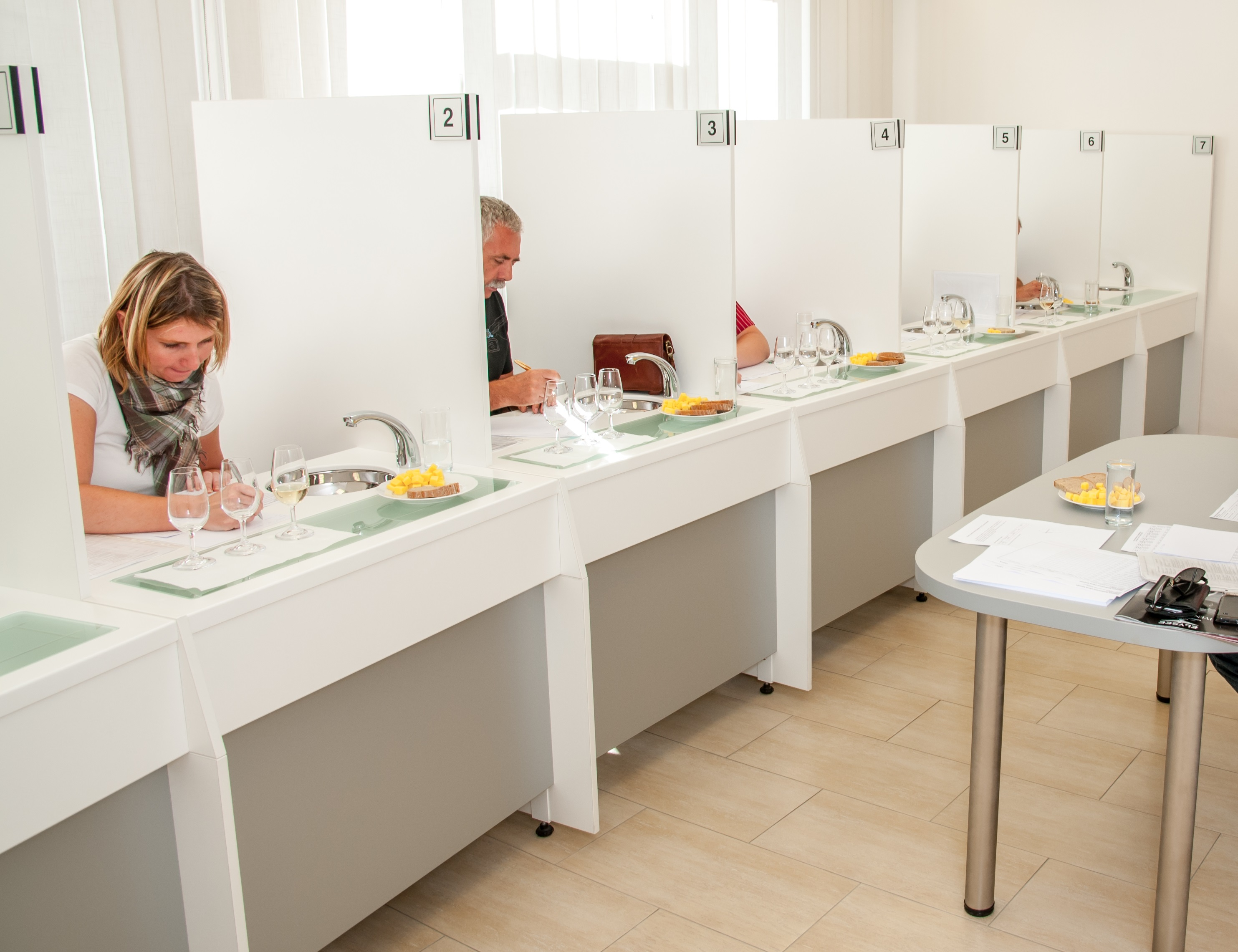
Proces zatřiďování vína na SZPI.

SZPI v době vinobraní každoročně ověřuje hrozny pro výrobu vín s přívlastkem. Vlastní ověřování hroznů provádějí tzv. vinařští důvěrníci. Jedná se zpravidla o externí pracovníky. Důvěrníci ověřují původ, cukernatost, zdravotní stav, odrůdu a množství hroznů. Výrobci vína z ČR podávají žádost o hodnocení a zatřídění vín Inspektorátu SZPI v Brně, kde jsou přijímány vzorky vín, jež jsou následně hodnoceny. Přílohou žádosti o zatřídění vín jsou i protokoly o zkoušce vystavené akreditovanými laboratořemi. Pokud víno splňuje analytické požadavky, je následně senzoricky hodnoceno. Senzorické hodnocení probíhá na brněnském inspektorátu v jedné z nejlépe vybavených místností pro senzorickou analýzu vín v ČR. Členy komise jsou zpravidla zástupci odborné vinařské veřejnosti.

### Kontrola vína
Při plánování kontrolní činnosti v případě vína se uplatňuje tzv. analýza rizika, kdy jsou zohledňovány poznatky z trhu, podněty veřejnosti a další aspekty. Při kontrolní činnosti je využívána spolupráce s jinými dozorovými orgány – např. s celními úřady při kontrole průvodních dokladů při přepravě vinařských produktů. Vzorky jsou inspektory odebírány do laboratoří SZPI, kde jsou analyzovány i za využití sofistikované laboratorní techniky a metod. Počty kontrol ve vinařském segmentu v meziročním srovnání stabilně narůstají.

## Laboratoře SZPI

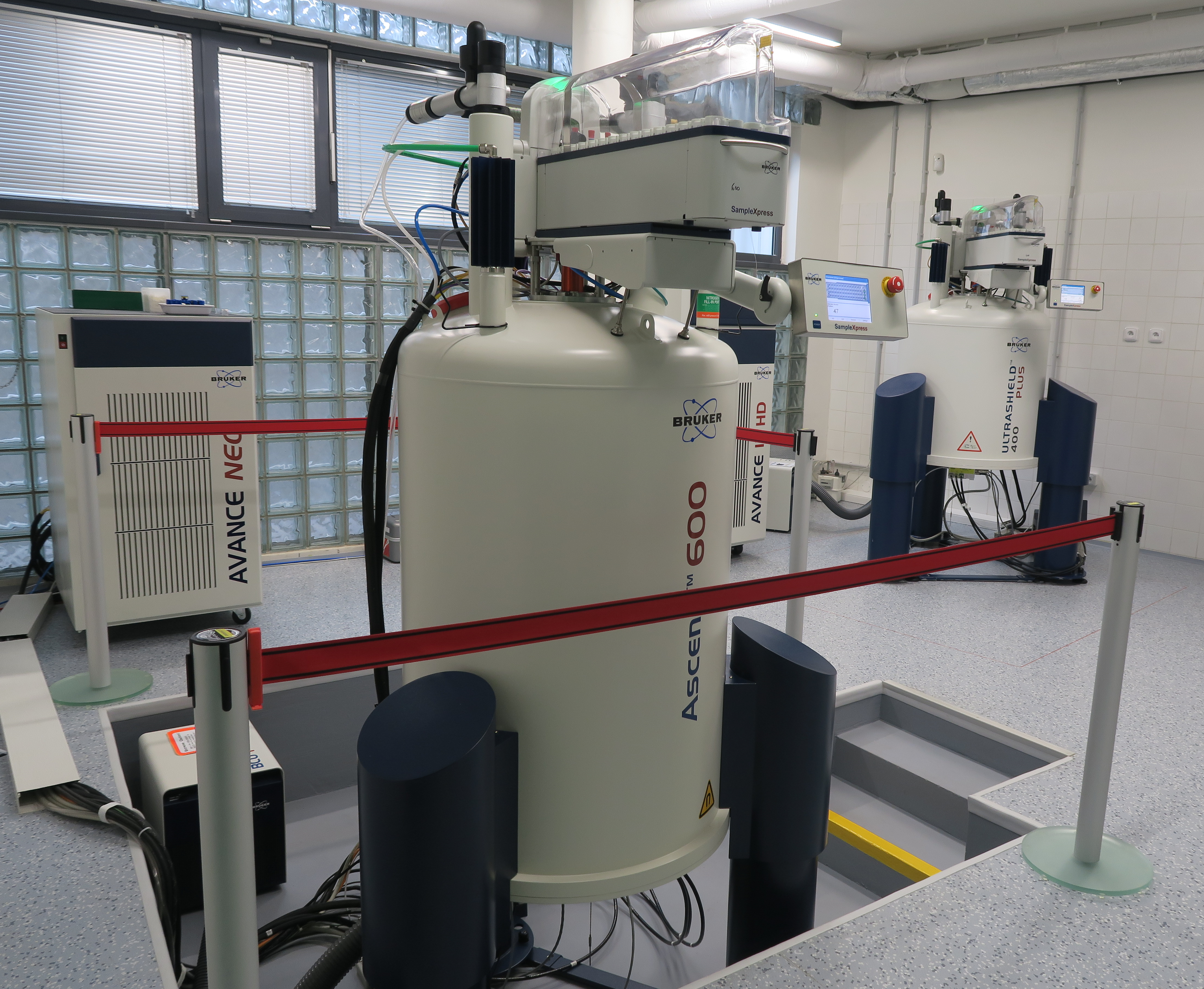
Spektrometr NMR 600MHz, v pozadí spektrometr NMR 400MHz pro stanovení izotopových poměrů stabilních izotopů vodíku např. ve vínech či lihovinách v laboratoři I SZPI Brno.

Laboratorní analýzy vzorků odebraných inspektory SZPI v rámci kontroly zabezpečují pro SZPI dvě vlastní laboratoře (v Praze a v Brně) akreditované podle revidované normy ČSN EN ISO/IEC 17025:2018, které jsou vysoce specializované na určité druhy analýz. SZPI využívá rovněž pro výkon úřední kontroly i další zhruba dvacítku externích tuzemských i zahraničních laboratoří určených v souladu s nařízením o úředních kontrolách. Nezbytnou podmínkou činnosti zkušebních laboratoří pro úřední kontrolu potravin je plnění požadavků ČSN EN ISO/IEC 17025 v návaznosti na požadavky Nařízení Evropského parlamentu a Rady (EU) 2017/625 o úředních kontrolách a jiných úředních činnostech prováděných s cílem zajistit uplatňování potravinového a krmivového práva a pravidel týkajících se zdraví zvířat a dobrých životních podmínek zvířat, zdraví rostlin a přípravků na ochranu rostlin.
Laboratoř inspektorátu v Praze je specializována zejména na stanovení pesticidů, mykotoxinů, alkaloidů, vitamínů, anabolických steroidů či alergenů v potravinách a provádí i rozbory lihovin, piva či tabákových výrobků. Laboratoř Inspektorátu SZPI v Brně je specializována zejména na kontrolu vína, lihovin, medů, ovocných šťáv a dále na senzorické analýzy potravinářských komodit, stanovení kontaminantů (těžkých kovů) v potravinách nebo na kontrolu velikosti písma v rámci označování potravin. Obě laboratoře se kromě kontroly bezpečnosti či jakosti potravin nebo kontroly uvádění spotřebitele v omyl intenzivně věnují i problematice odhalování falšování potravin (vína, lihovin, ovocných šťáv, medů, čokolád, nápojů, džemů, kečupů, rostlinných olejů, ryb a masných výrobků). Pro tento účel jsou tato laboratorní pracoviště systematicky rozšiřována.

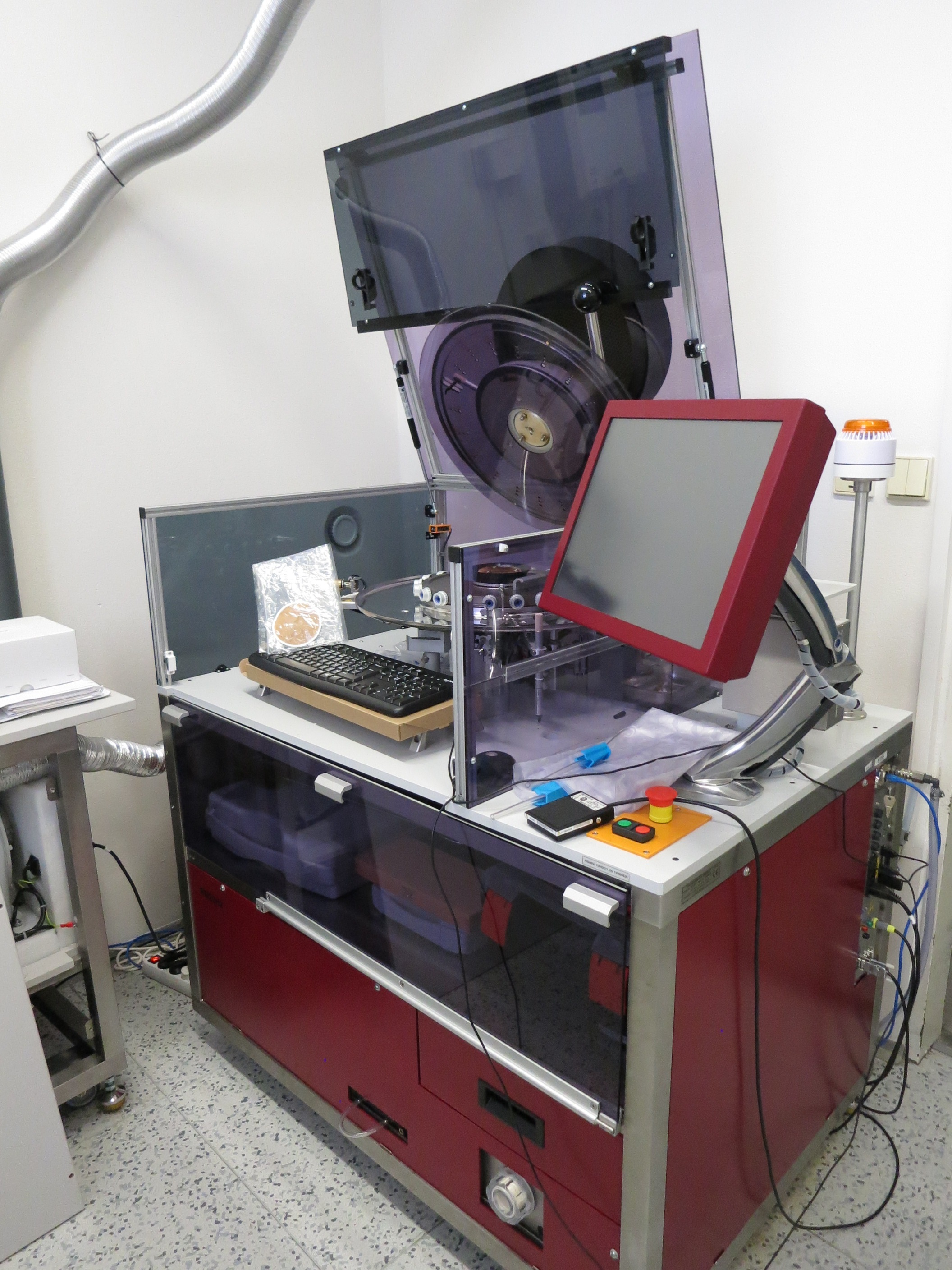
Nakuřovací přístroj používaný v laboratoři I SZPI Praha k analýze cigaret, který simuluje kouření člověkem. Takto získaný kouř je pak dále analyzován na obsah dehtu, nikotinu a oxidu uhelnatého.

Od roku 2005 je brněnská laboratoř vybavena technologií pro stanovení poměrů stabilních izotopů vodíku, uhlíku a kyslíku, což znamená možnost a potenciál k průkazu falšování vína, lihovin, šťáv nebo medů. Vzniklo oddělení izotopových analýz, které je vybaveno přístroji nukleární magnetické rezonance (SNIF-NMR) a hmotnostní spektrometrie izotopových poměrů (IRMS) včetně potřebných zařízení zajišťující přípravu vzorků a nutné vedlejší procesy. V roce 2018 byla laboratoř dovybavena novým spektrometrem NMR 600 MHz, který dvojnásobně navýšil kapacity laboratoře a rozšířil portfolio analýz zaměřených na autenticitu potravin. Ve stejném roce byla pořízena také technika a software rozšiřující možnosti použití techniky NMR pro zavádění metod tzv. necílové analýzy potravin.

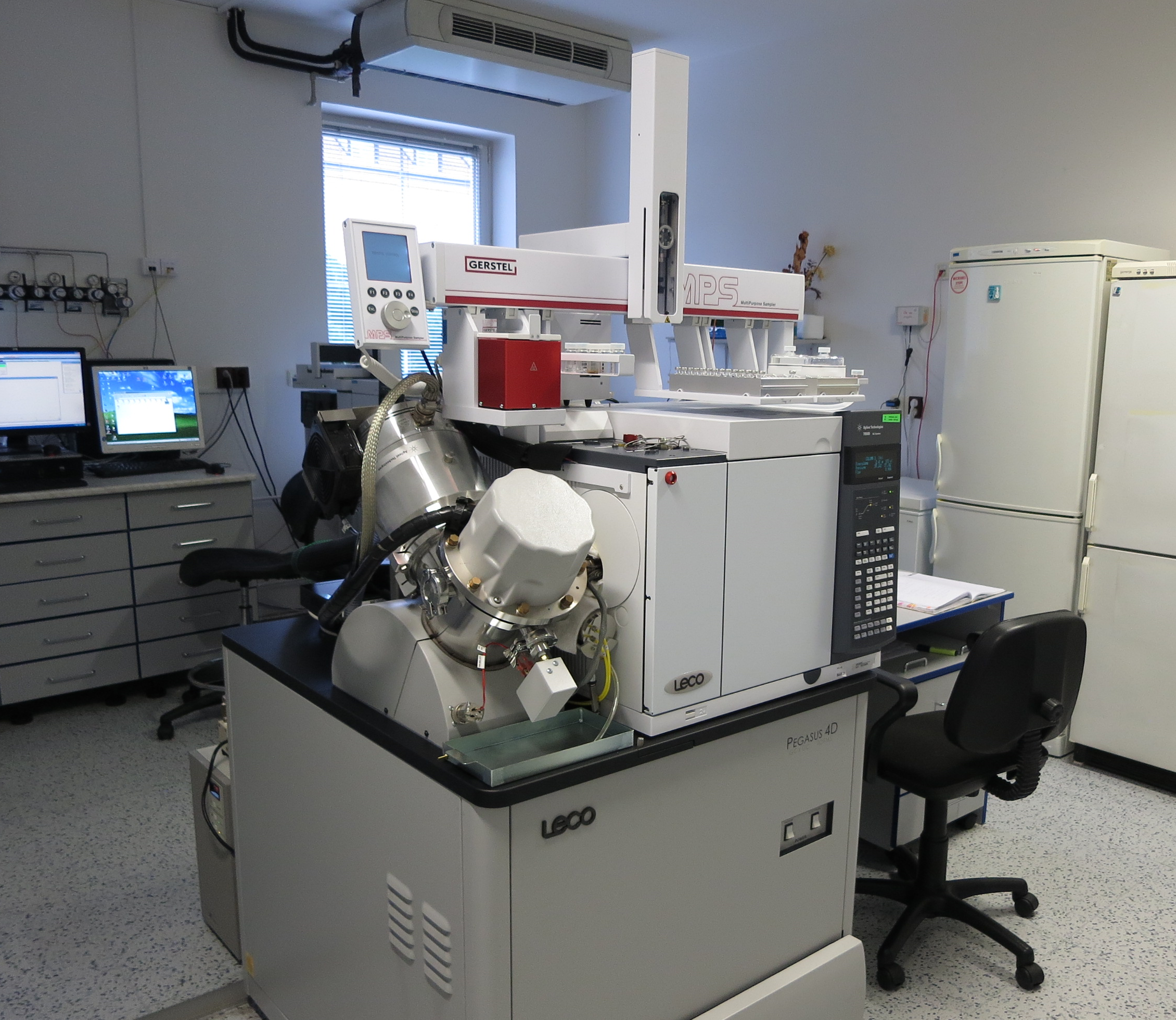
Dvourozměrný plynový chromatograf (GCxGC) s hmotnostním spektrometrem pracujícím na principu doby letu („time-of-flight“, TOF), který se používá zejména ke stanovení reziduí pesticidů a dalších těkavých kontaminantů organického původu v potravinách v laboratoři I SZPI Praha.

Od roku 2008 brněnská laboratoř úzce spolupracuje na tvorbě Evropské databanky analytických údajů o izotopech vín zřízené při evropském referenčním středisku pro kontrolu v odvětví vína v rámci Společného výzkumného střediska při Evropské komisi, která je prováděna na základě nařízení Komise (EU) 2018/273 a nařízení Komise (EU) 2018/274. V roce 2010 byly v brněnské laboratoři nově zavedeny postupy dle harmonizovaných metod mezinárodní komise pro med IHC a průběžně jsou zaváděny metody Mezinárodní organizace pro révu a víno (OIV). Od roku 2017 laboratoř používá také metodu plynové chromatografie s hmotnostní detekcí pro chirální separace aromatických látek a průkazu přídavku nedovolených aromat.
Pražská laboratoř byla v roce 2006 jmenována Národní referenční laboratoří (NRL) pro oblast pesticidů a mykotoxinů a figuruje aktuálně jako NRL pro oblast pesticidů singlresiduální metodou, pesticidů v cereáliích a pesticidů v ovoci a zelenině, NRL pro mykotoxiny a rostlinné toxiny a NRL pro kontaminující látky z výroby. Do pražské laboratoře byl v roce 2004 pořízen první kapalinový chromatograf s hmotnostním detektorem (LC/MS/MS) a v návaznosti na to bylo systematicky rozšiřováno spektrum sledovaných reziduí pesticidů a kontaminantů. Laboratoř také rozšířila analýzy související s výživovým označováním potravin. V návaznosti na pořízení dvoudimenzionálního plynového chromatografu s hmotnostním detektorem na principu doby letu (GCxGC–TOF) a dalších kapalinových chromatografů s hmotnostním detektorem (LC/MS/MS) se laboratoř zaměřila také na analýzu anabolických steroidů a hormonů v doplňcích stravy a postupně rozšířila svoji činnost i o sledování dalších zakázaných biologicky aktivních, látek a léčiv v potravinách.

## SZPI a mezinárodní spolupráce

### Pracovní skupiny Rady EU a Evropské komise
Zaměstnanci SZPI se podílí na činnosti Pracovních skupin Rady EU a Evropské komise. Svými znalostmi a poznatky z praxe zde přispívají k podobě právních předpisů, případně výkladových dokumentů a vodítek, které v oblasti potravinářství vznikají na úrovni EU.
Odborní zaměstnanci SZPI jsou aktivně zapojeni v pracovních skupinách, které se zabývají např. následující problematikou:
- RASFF (Rapid Alert System for Food and Feed) - Systém rychlého varování pro potraviny a krmiva
- AACS (Administrative Assistance and Cooperation System) – Systém správní pomoci a spolupráce
- Food Fraud - Podvody v potravinách
- Zemědělské kontaminanty
- Víno
- Internetový prodej
- Úřední kontroly potravin

### Projekty financované z fondů EU a další mezinárodní spolupráce
SZPI dlouhodobě spolupracuje se zahraničními orgány dozoru. Jako možnost rozvinutí kooperace jsou využívány projekty přeshraniční spolupráce financované z Evropského fondu pro regionální rozvoj. V minulosti SZPI realizovala tyto projekty s dozorovými orgány všech zemí sousedících s ČR.
Zaměstnanci úřadu dále působí jako školitelé v rámci různých vzdělávacích akcí v zahraničí, např. v rámci TAIEX (Technical Assistance and Information Exchange) či iniciativy Better Training for Safer Food.

### Heads of Food Safety Agencies
SZPI se dvakrát ročně účastní tzv. Heads of Agencies - setkání vedoucích dozorových orgánu EU nad potravinami. Toto neformální sdružení zástupců dozorových orgánu slouží jako platforma pro sdílení zkušeností a informací z oblasti výkonu úředního dozoru nad potravinami a zaštiťuje je vždy země aktuálně předsedající Radě EU.

## Webový portál Potraviny na pranýři

### Webové stránky Potraviny na pranýři
„Potraviny na pranýři“ jsou projektem SZPI pod záštitou Ministerstva zemědělství. Projekt zahrnuje několik vzájemně propojených částí – webovou stránku, mobilní aplikaci a profily na Facebooku, Twitteru a Instagramu. Jedná se o důležitý nástroj komunikace SZPI se spotřebiteli.
Web Potraviny na pranýři byl spuštěn 10. 7. 2012 a přináší informace o nevyhovujících šaržích potravin zjištěných v rámci úřední kontroly SZPI, o uzavřených provozovnách a o tematicky zaměřených kontrolách.

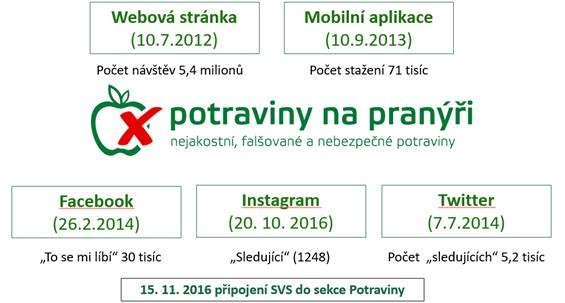
Data k srpnu roku 2020.

V sekci Potraviny jsou zveřejňovány záznamy o nevyhovujících šaržích potravin, které jsou tříděny podle závažnosti zjištění do tří kategorií – nebezpečné, falšované a nejakostní. V sekci Uzavřené provozovny jsou zveřejňovány provozovny nebo části provozoven, které SZPI v rámci úřední kontroly uzavřela (uložila zákaz užívání prostor) z důvodu závažného porušení hygienických předpisů (např. výskyt škůdců, myšího trusu, výrazně zanedbaný úklid, hromadění odpadů nebo absence přístupu k tekoucí vodě). V Tematických kontrolách jsou uvedeny výsledky ústředně řízených akcí, které byly zaměřeny na určitou konkrétní problematiku trhu. Jsou zde uvedeny všechny šarže potravin, které byly v rámci kontrolní akce zkontrolovány, a to i ty, které vyhověly právním předpisům. V sekci Rizikové weby jsou spotřebitelé upozorněni na rizikové webové stránky a výrobky prodávané přes Internet.
Na webu je dále v horní liště umístěn kontaktní formulář „Připomínka k webu“, v rámci něhož mají spotřebitelé možnost zasílat své dotazy nebo návrhy na zlepšení webu. Web je také přizpůsoben zrakově znevýhodněným uživatelům.

### Mobilní aplikace Potraviny na pranýři
V současnosti je spotřebitelům k dispozici mobilní aplikace ke stažení zdarma pro operační systémy - Android (mobilní telefony a tablety) a iOS (iPhone).
Mobilní aplikace uživateli umožňuje zobrazit si 20 nejnovějších záznamů zveřejněných na webu Potraviny na pranýři, zkontrolovat si, kde v jejich okolí byly zjištěny nevyhovující potraviny a to pomocí GPS lokalizace zařízení nebo po zadání PSČ či vyhledání konkrétního místa na mapě. V aplikaci je možné se také podívat se do Tematických kontrol, zobrazit si aktuality z webových stránek SZPI či si vyhledat kontakt na všechny inspektoráty SZPI.
Mobilní aplikace dále umožňuje uživateli - spotřebiteli podat podnět ke kontrole, a to svým mobilním zařízením vyfotit závadný stav nebo potravinu, o které chce SZPI informovat, doplnit popis nedostatku a odeslat informace z mobilní aplikace přímo na příslušný inspektorát SZPI.

### FB, Twitter a Instagram Potraviny na pranýři
SZPI na sociálních sítích komunikuje prostřednictvím služby Facebook, Twitter a Instagram na profilu „Potraviny na pranýři“ (www.facebook.com/potravinynapranyri;  www.twitter.com/NaPranyri, www.instagram.com/potravinynapranyri), který byl zřízen s cílem informovat spotřebitele o aktuálních zjištěních SZPI a zvyšovat spotřebitelskou gramotnost uživatelů sociálních sítí prostřednictvím zveřejňování informací, a to při zohlednění specifik komunikace na sociálních sítích.

## Systém RASFF, systém AACS a role SZPI

### Systém rychlého varování pro potraviny a krmiva
Systém rychlého varování pro potraviny a krmiva (RASFF) slouží k oznamování přímého nebo nepřímého rizika pro lidské zdraví pocházejícího z potraviny nebo krmiva. Umožňuje rychlé a účinné sdílení informací o nebezpečných potravinách nebo krmivech mezi členy systému: Evropskou komisí, členskými státy EU a EFTA (Island, Lichtenštejnsko a Norsko) a Evropským úřadem pro bezpečnost potravin (EFSA).
SZPI je součástí Systému rychlého varování pro potraviny a krmiva od roku 2004 a je jediným kontaktním místem pro daný systém v rámci České republiky. SZPI koordinuje komunikaci v daném systému pro Českou republiku. SZPI soustřeďuje informace ze všech dozorových orgánů nad potravinami a krmivy v České republice. Dojde-li ke zjištění výskytu nebezpečného výrobku některým z dozorových orgánů v ČR, odesílá SZPI do Evropské komise informace získané od jednotlivých účastníků národního systému. Česká republika je pak zpětně informována o kontrolních zjištěních v členských státech EU. Webové stránky SZPI obsahují mimo jiné interní rubriku pro zaregistrované uživatele z českých dozorových orgánů v oblasti potravin a krmiv, která obsahuje přehled oznámení ze Systému rychlého varování pro potraviny a krmiva týkajících se ČR a další související dokumenty.

### Administrative Assistance and Cooperation System (AACS)
Evropská komise EU spustila dne 18. 11. 2015 elektronický nástroj Administrative Assistance and Cooperation System (AACS) – Systém správní pomoci a spolupráce, který podporuje a usnadňuje komunikaci mezi dozorovými orgány, které se podílejí na boji proti falšování potravin na území Evropy.
Česká republika se do systému od počátku zapojila a národním kontaktním místem pro nový systém AACS se stala Státní zemědělská a potravinářská inspekce, která má s odhalováním falšovaných potravin zkušenosti a která spolupracuje i s ostatními orgány dozoru nad potravinami.
Důvodem Evropské komise pro založení informačního systému AACS byla aféra s koňským masem v roce 2013, kdy se nedařilo efektivně komunikovat napříč různými členskými zeměmi EU a jejich dozorovými orgány. Cílem informačního systému AACS je, aby komunikační síť fungovala efektivněji, bylo možné rychleji reagovat na žádosti o informace mezi jednotlivými dozorovými orgány a byla tak lépe zajištěna prevence i ochrana spotřebitelů.
Systém AACS, zaměřený na falšování potravin paralelně funguje s mezinárodním Systémem rychlého varování pro potraviny a krmiva (Rapid Alert System for Food and Feed – RASFF), v rámci něhož jsou vyměňovány informace o potravinách, které nejsou bezpečné.
Předmětem AAC jsou jakákoliv nevyhovující kontrolní zjištění, která vyžadují přijetí opatření v jiných členských státech EU. SZPI má jako kontaktní místo přímou vazbu na Evropskou komisi a ostatní kontaktní místa v členských státech. SZPI je také specializovaným styčným místem pro komunikaci o potravinových podvodech mezi členskými státy EU v rámci tzv. Food Fraud Network (FFN). Předmětem komunikace v rámci FFN jsou zjištění klamavého a podvodného jednání, případně podezření na takovéto jednání.

## Systém managementu kvality dle standardu ISO 9001
SZPI v roce 2005 splnila požadavky pro zisk certifikace systému managementu kvality a stala se jedním z prvních držitelů tohoto certifikátu jakosti v rámci státní správy ČR.
SZPI disponuje tímto certifikátem kvality pro ústřední inspektorát a dále pro všechny své krajské inspektoráty, tento standard se vztahuje na všechny zaměstnance SZPI. Daným systémem jsou řízeny veškeré procesy spojené s úřední kontrolou potravin. Budování systému managementu kvality bylo v organizaci zahájeno v roce 2003.
Jednotný postup celého úřadu dle certifikace má dopad jak pro SZPI, tak i pro kontrolované osoby, a to v podobě standardizace postupů v rámci kontrolního řízení i případného správního řízení. Jedná se o systém řízené dokumentace s jasně nastavenými vazbami a zodpovědností u jednotlivých pozic. Cílem tohoto systému, který je každoročně auditován a recertifikován externí autoritou, je lépe zvládat běžné i mimořádné situace, efektivní a profesionální provádění kontrol, systematický rozvoj a další specializace práce.
Politika jakosti SZPI byla shrnuta do následujících hlavních bodů:
1. Kontrolní činnost vykonávat v souladu s právními předpisy, a to nezávisle, odborně a účelně.
2. Pružně reagovat na měnící se podmínky prostředí jako jsou zejména nové kompetence, legislativní změny, nové technologie a nové formy uvádění potravin na trh.
3. Včas a objektivně informovat spotřebitele, jakožto zákazníky a ostatní zainteresované strany o svých důležitých zjištěních a spolupodílet se tak na zvýšení úrovně jejich informovanosti a povědomí o činnosti úřadu a trvale vytvářet pozitivní image úřadu.
4. Aktivně se podílet na tvorbě právních předpisů vztahujících se k činnosti úřadu se snahou zvyšovat úroveň bezpečnosti a jakosti potravin a ochrany spotřebitele.
5. Zaměstnávat kvalifikované zaměstnance a umožnit jim všestranný profesní rozvoj, na kterém se úřad aktivně podílí. Vhodnými motivačními nástroji zaměstnance stimulovat. Maximálně využívat silných stránek a potenciálu zaměstnanců.
6. Být otevřeným, profesionálním a transparentním úřadem, spolupracovat s ostatními dozorovými orgány a dalšími subjekty v zájmu ochrany spotřebitele.
7. Využívat řádně stávající technické vybavení a udržovat jeho vysoký standard v souladu s novými poznatky a vývojem. Zajistit jeho bezpečné a důvěryhodné používání tak, aby nedošlo k poškození, ztrátě nebo zneužití dat SZPI a současně byly řádně chráněny veškeré fyzické subjekty, které oprávněně vstupují do systémů úřadu.
8. Neustále zlepšovat řízení, a tím i efektivitu činnosti úřadu.

## Ocenění pro SZPI
Externí komunikace
Webové stránky Potraviny na pranýři
- Křišťálová lupa – Ceny českého internetu
- hlasuje veřejnost
- kategorie Veřejně prospěšná služba 1. místo - 2012, 2013 a 2014[22]

Mobilní aplikace Potraviny na pranýři
- Mobilní aplikace roku
- hlasuje veřejnost
- kategorie Aplikace pro lepší svět 1. místo – 2014[23]

Interní komunikace
Interní magazín Zpravodaj SZPI
- Zlatý středník – Soutěž firemních publikací
- hlasuje odborná porota
- kategorie Nejlepší elektronické periodikum 1. místo – 2013, 2014[24], 2. místo – 2015 (první místo nebylo uděleno)[25]

## Galerie

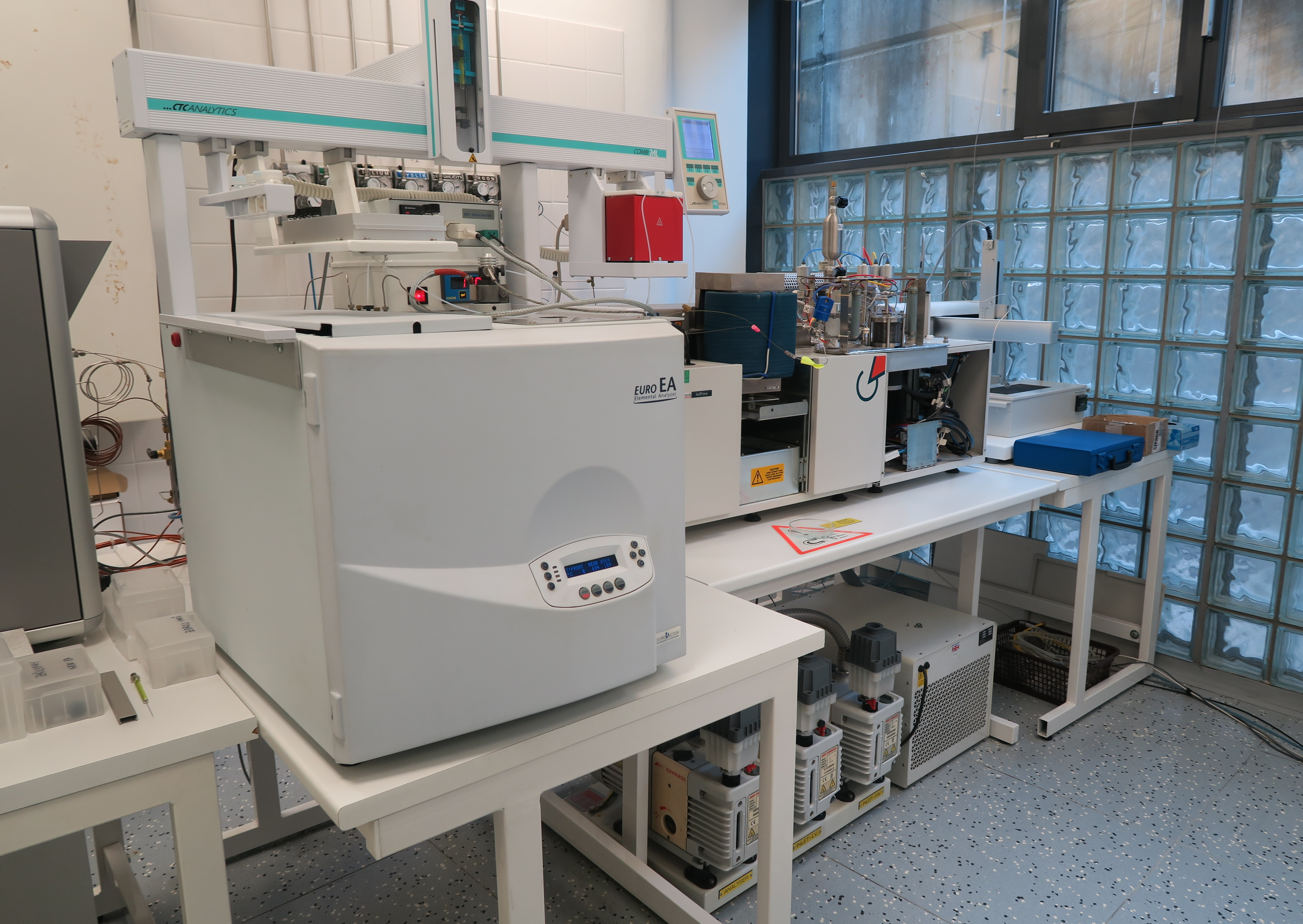
EA-IRMS: hmotnostní spektrometr izotopových poměrů pro analýzy vína, lihovin, medu a přírodních sladidlech v laboratoři I SZPI Brno.
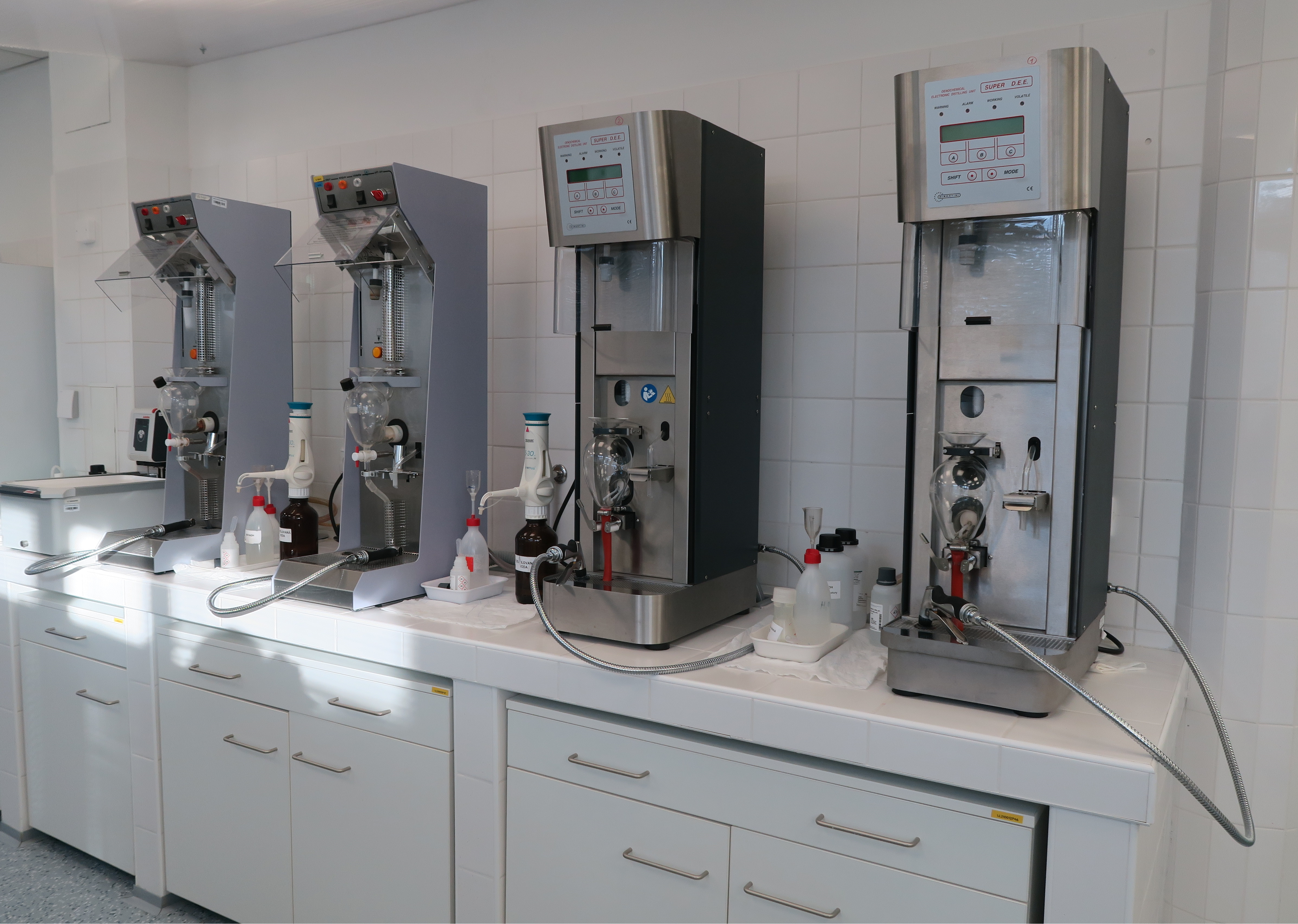
Sestava destilačních zařízení pro analýzu vína a lihovin v laboratoři I SZPI Brno.
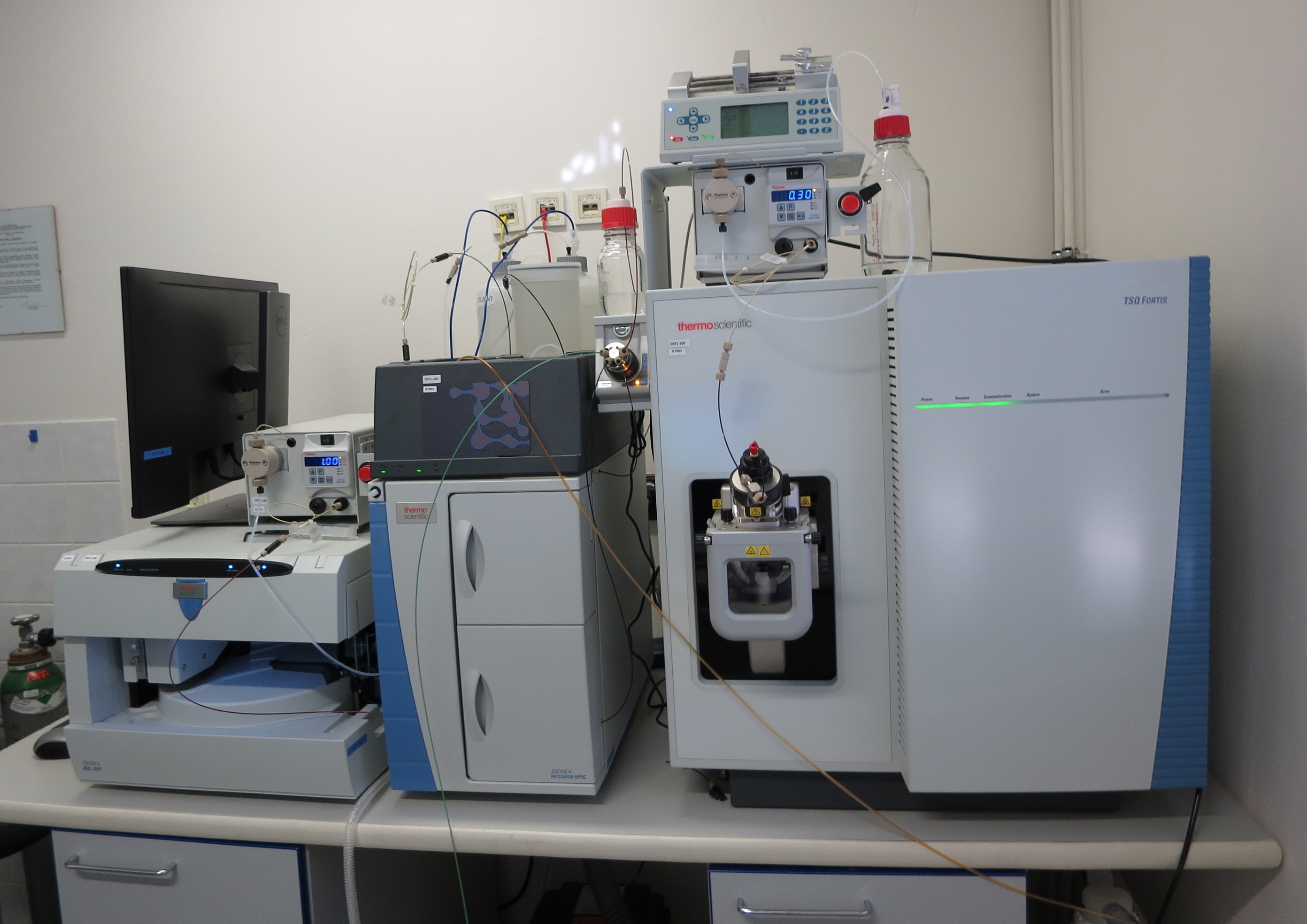
Iontový chromatograf v kombinaci s hmotnostním spektrometrem, který se používá ke stanovení polárních pesticidů (např. glyfosátu) v potravinách v laboratoři SZPI Praha.